# Еверт Крон
Еверт Крон (нід. Evert Kroon, 9 вересня 1946 — 2 квітня 2018) — нідерландський ватерполіст.
Бронзовий призер Олімпійських Ігор 1976 року, учасник 1968, 1972 років.